# Gwacheon
Gwacheon est une ville de la province de Gyeonggi en Corée du Sud. Elle est située juste au sud de la capitale, Séoul, au-delà d'un massif montagneux mineur offrant de belles promenades (et des sommets couverts d'antennes). La ligne 4 du métro de Séoul passe par Gwacheon.

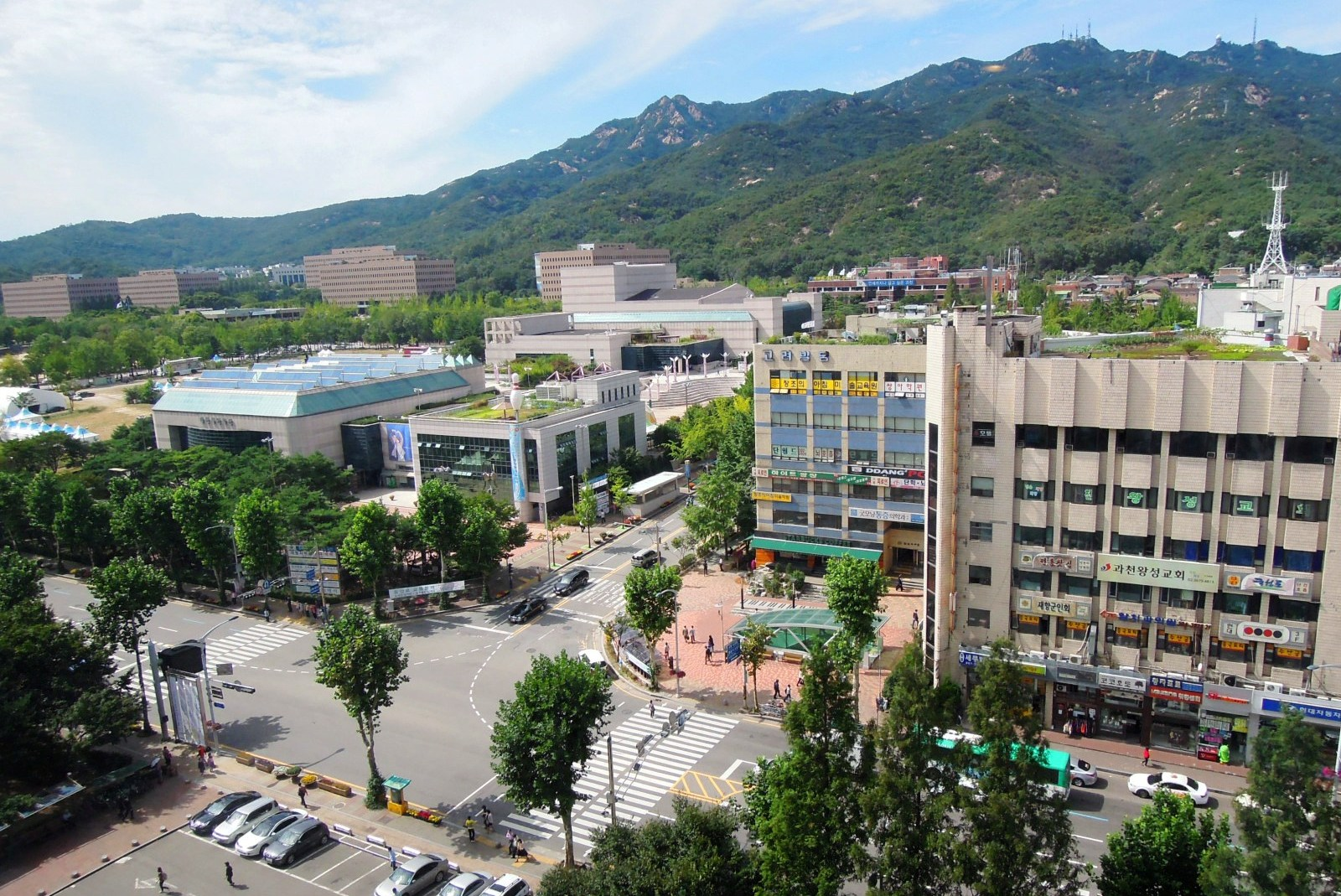
Gwacheon, à gauche la mairie, derrière le Government-Komplex, droit au-dessus de la montagne Gwanak

Plusieurs activités attirant les foules de Séoul et de ses banlieues sont situées à Gwacheon, dont un champ de courses et un parc d'attractions, Seoul Land, qui comprend un zoo. On y trouve également un musée d'Art moderne, et une cité administrative importante, abritant des administrations tant de la province de Gyeonggi que nationales (ministère des Transports, etc.).
L'artiste Dennis Hwang a été élevé à Gwacheon.
Le chanteur Jin, du groupe BTS est né a Gwacheon.
L'acteur Lee Soo-hyuk (acteur et mannequin) est né à Gwacheon

## Jumelages
- Airdrie (Canada) depuis 1997
- Nanning (Chine) depuis 2005
- Shirahama (Japon)